# Bayport (Minnesota)
Bayport é uma cidade localizada no estado americano de Minnesota, no Condado de Washington.

## Demografia
Segundo o censo americano de 2000, a sua população era de 3162 habitantes. 
Em 2006, foi estimada uma população de 3251, um aumento de 89 (2.8%).

## Geografia
De acordo com o United States Census Bureau tem uma área de 
4,7 km², dos quais 4,7 km² cobertos por terra e 0,0 km² cobertos por água.

## Localidades na vizinhança
O diagrama seguinte representa as localidades num raio de 8 km ao redor de Bayport. 